# Pennatula bayeri
Pennatula bayeri är en korallart som beskrevs av Barreira e Castro och Semaro de Medeiros 200. Pennatula bayeri ingår i släktet Pennatula och familjen Pennatulidae. Inga underarter finns listade i Catalogue of Life.